# LOVE IS YOU
「LOVE IS YOU」（ラヴ・イズ・ユー）は、日本のシンガーソングライターである杉山清貴の楽曲。
表題曲は、MIZUNO「SUPER STAR」のCMソングとしてオンエアされ、1992年3月10日にワーナーミュージック・ジャパンのembarkレーベルから13枚目のシングルとしてリリースされた。
表題曲は、ミニ・アルバム『Island afternoon』（1992年）の先行シングルとして発表されたが、アルバムでは「Love is you (Island Version)」として収録されている。なおシングルバージョンは、ベスト・アルバム『15 SUMMERS SUGIYAMA,KIYOTAKA GREATEST HITS Vol.II』（1998年）にてアルバム初収録となった。

## リリース
1992年3月10日にワーナーミュージック・ジャパンのembarkレーベルから、8cmCDのみでリリースされた。

## 収録曲
| 全作曲: 杉山清貴、全編曲: 小林信吾。 |                                   |           |            |      |
| #                                    | タイトル                          | 作詞      | 作曲・編曲 | 時間 |
| 1.                                   | 「LOVE IS YOU」                   | 秋元康    | 杉山清貴   | 4:58 |
| 2.                                   | 「かわるさ」                      | 杉山清貴  | 杉山清貴   | 4:39 |
| 3.                                   | 「LOVE IS YOU」(ORIGINAL KARAOKE) |           | 杉山清貴   | 4:59 |
| 合計時間:                            | 合計時間:                         | 合計時間: | 14:36      |      |

## 参加ミュージシャン
| LOVE IS YOU - SYNTH. PROGRAMMING: 小林信吾 - GUITAR: 土方隆行 - BACKGROUND VOCAL: 杉山清貴, 河内淳一 | かわるさ - SYNTH. PROGRAMMING: 小林信吾 - GUITAR: 今剛 - BACKGROUND VOCAL: 杉山清貴, 河内淳一 |

## リリース履歴
| No. | 日付          | レーベル                                | 規格  | 規格品番  | 備考 |
| --- | ------------- | --------------------------------------- | ----- | --------- | ---- |
| 1   | 1992年3月10日 | ワーナーミュージック・ジャパン / embark | 8cmCD | WPDL-4284 |      |

## タイアップ
| # | 曲名            | タイアップ                         | 出典  |
| - | --------------- | ---------------------------------- | ----- |
| 1 | 「LOVE IS YOU」 | MIZUNO SUPER STAR CFイメージソング | [ 1 ] |